# Товарищество экспериментальных выставок
Товарищество экспериментальных выставок / ТЭВ — независимое объединение ленинградских художников, созданное в конце 1975 года.

## История
Товарищество экспериментальных выставок (ТЭВ) было создано в Ленинграде в конце 1975 года по инициативе художника Юрия Жарких. Целью создания ТЭВ провозглашалось «Способствовать творческой деятельности художников, в том числе не являющихся членами Союза художников РСФСР, в целях развития советского изобразительного искусства».